# 皇室鐘錶珠寶
皇室鐘錶珠寶 是香港的一家鐘錶珠寶零售商店，不靠電視廣告及報紙廣告作宣傳而著名於中國大陸、香港旅遊業之間。 皇室鐘錶珠寶位於九龍土瓜灣。
香港皇室鐘錶珠寶曾經在2007年頭，涉嫌售賣冒牌手錶給中國遊客之新聞。
同期涉及類似投訴的博覽環球母公司恆豐金業主席林世榮重申遭中國內地遊客多宗投訴的皇室鐘錶與恆豐金業沒有關係。  

## 相關
- 零團費、旅行團、旅行社
- 中央電視台
- 經濟半小時
- 售後服務、14天退貨保証、手續費
- 導遊、回佣
- 熱線電話
- 品牌
- 香港Q Mark
- 硬銷
- 消費者
- 投訴
- 香港海關
- 記者會
- 冒牌手錶
- 博覽環球

## 外部参考
- 皇室鐘錶珠寶的近況 （页面存档备份，存于）
- 中央电视台黄金时段节目《经济半小时》3月中 （页面存档备份，存于）